# Филлипс, Кейт
Кейт Филлипс (англ. Kate Phillips; род. 21 мая 1989, Англия, Великобритания) — британская актриса

. Наиболее известная ролями в сериалах в «Волчий зал» (2015), «Война и мир» (2016), «Острые козырьки» (2016—2022) и «Мисс Скарлет и Герцог» (2020 по наст. время).

## Биография
До девяти лет росла в юго-западе Лондона, а после переехала с семьей в Ноттингемшир, а затем в Бристоль. Обучалась на актёрском факультете Лидсского университета и в Гилдхоллской школе музыки и театра.
После окончания обучения она вернулась в Лидс, где сыграла Эбигейл Уильямс в пьесе «Суровое испытание». Незадолго до этого она снялась в историческом сериале «Волчий зал» в роли Джейн Сеймур (2014).
Продолжилась карьера Кейт в 2016 году с экранизации романа «Война и мир», в которой она сыграла роль Лизы Болконской, а затем она снялась в первом сезоне сериала «Корона» в котором сыграла Венецию Скотт. Также получила роль Линды Шелби в криминальном сериале «Острые козырьки». В 2018 году получила роль принцессы Марии в фильме «Аббатство Даунтон». В 2020 году получила роль Элизы Скарлет в сериале «Мисс Скарлет и Герцог».

## Личная жизнь
Рост актрисы — 163 см. Замужем за актёром Оливером Крисом. Пара имеет дочку.
В 2024 году Филлипс вместе с Рози Дэй и Эмбер Андерсон основала продюсерскую компанию «Just John Film».

## Фильмография
| Год          |   | Русское название           | Оригинальное название               | Роль                                   |
| ------------ | - | -------------------------- | ----------------------------------- | -------------------------------------- |
| 2015         | с | Волчий зал                 | Wolf Hall                           | Джейн Сеймур                           |
| 2016         | с | Война и мир                | War and Peace                       | Лиза Болконская                        |
| 2016         | с | Корона                     | The Crown                           | Венеция Скотт                          |
| 2016         | с | Моя мать и другие чудаки   | My Mother and Other Strangers       | Тилли Зейглер                          |
| 2016—2022    | с | Острые козырьки            | Peaky Blinders                      | Линда Шелби                            |
| 2018         | с | Алиенист                   | The Alienist                        | Лора Бун                               |
| 2018         | ф | Новорождённый              | The Little Stranger                 | Диана Бейкер-Хайд                      |
| 2019         | ф | Последствия                | The Aftermath                       | Сьюзан Бёрнхем                         |
| 2019         | ф | Аббатство Даунтон          | Downton Abbey                       | Мария Великобританская, графиня Хэрвуд |
| 2020         | с | Игра родом из Англии       | The English Game                    | Лора Литтлтон                          |
| 2020 — н. в. | с | Мисс Скарлет и Герцог      | Miss Scarlet and The Duke           | Элиза Скарлет                          |
| 2021         | ф | Благословение              | Benediction                         | молодая Эстер Гатти                    |
| 2022         | с | Атланта                    | Atlanta                             | Венди                                  |
| 2023         | с | Захваченный рейс           | Hijack                              | Коллетт Фишер                          |
| 2024         | с | Волчий зал: Зеркало и свет | Wolf Hall: The Mirror and the Light | Джейн Сеймур                           |
| TBA          | ф | Жёлтый галстук             | The Yellow Tie                      | неизвестно                             |